# Anatolij Markovič Gurevič
Anatolij Markovič Gurevič (Анатолий Маркович Гуревич, 7. listopadu 1913, Charkov – 2. ledna 2009, Petrohrad) byl sovětský špion. Pocházel ze židovské rodiny, pracoval jako tlumočník. Za španělské občanské války bojoval v interbrigádách. Za druhé světové války byl jedním z nejvýznamnějších členů tzv. rudé kapely (Die Rote Kapelle), skupiny sovětských špionů operujících v Německu. V roce 1942 byl zatčen gestapem, následně pravděpodobně fungoval jako dvojitý agent, i když to až do smrti popíral. Po návratu do Sovětského svazu byl proto obviněn z vlastizrady a asi 25 let[zdroj?] strávil v gulagu. Rehabilitován byl až v roce 1991, poté žil ve Španělsku[zdroj?]. Jeho osobnost byla jedním ze vzorů pro postavu Stierlitze ze sovětského seriálu Sedmnáct zastavení jara. 